# Jungermanniales
Jungermanniales es el orden más numeroso de Marchantiophyta, conformado por miles de especies y con características morfológicas comunes.

## Familias de Jungermanniales
Jungermanniales se clasifica en cuatro subórdenes y las siguientes familias:
Cephaloziineae
- Adelanthaceae
- Anastrophyllaceae
- Cephaloziaceae
- Cephaloziellaceae
- Jamesoniellaceae
- Scapaniaceae

Jungermanniineae
- Acrobolbaceae
- Antheliaceae
- Arnelliaceae
- Balantiopsidaceae
- Blepharidophyllaceae
- Calypogeiaceae
- Delavayellaceae
- Endogemmataceae
- Geocalycaceae
- Gymnomitriaceae
- Gyrothyraceae
- Jackiellaceae
- Jungermanniaceae
- Myliaceae
- Solenostomataceae
- Trichotemnomataceae

Lophocoleineae
- Brevianthaceae
- Herbertaceae
- Lepicoleaceae
- Lepidoziaceae
- Lophocoleaceae
- Mastigophoraceae
- Phycolepidoziaceae
- Plagiochilaceae
- Pseudolepicoleaceae
- Trichocoleaceae
- Vetaformataceae

Perssoniellineae
- Perssoniellaceae
- Schistochilaceae